# Rodolphe Seeldrayers
Rodolphe William Seeldrayers (sinh 16 tháng 12 năm 1876 - 7 tháng 10 năm 1955) là người tham gia tích cực ở các hiệp hội thể thao chính thức của Bỉ. Ông là chủ tịch thứ tư của Liên đoàn bóng đá thế giới (FIFA) từ 1954 đến 1955. Ông mất ngày 7 tháng 10 năm 1955 ở Brussels.